# Sustenhorn
Sustenhorn – szczyt w Alpach Berneńskich, części Alp Zachodnich. Leży w Szwajcarii na granicy kantonów Uri i Berno. Należy do pasma Alp Urneńskich. Można go zdobyć ze schroniska Tierberglihütte (2795 m), Voralphütte (2126 m) lub Chelenalphütte (2350 m).
Pierwszego odnotowanego wejścia dokonał Gottlieb Samuel Studer 7 sierpnia 1841 r.